# Kristin Krohn Devold
Kristin Krohn Devold   (Ålesund, 12 d'agost de 1961) és una antiga ministra de Defensa de Noruega.
Va ser escollida al Parlament noruec des d'Oslo el 1993, i va ser reelegida en dues ocasions com a representant del Partit Conservador.
Del 2006 al 2013 va ser la secretària general de l’Associació Noruega de Trekking. A partir de l'1 de setembre de 2013 és consellera delegada de l’Associació Noruega d'Hostaleria. Està divorciada i té dos fills.
Té un Màster en Ciències en Negocis de l'Escola Noruega d'Economia, de Bergen, 1985. Va diplomar-se en sociologia en la Universitat de Bergen el 1986.

## Carrera política
De 2001 a 2005, amb el segon gabinet Bondevik va ocupar el càrrec de ministra de Defensa. Durant aquest mandat, Hans Gjeisar Kjæstad va ocupar el seu escó en el Parlament. Krohn Devold va ser esmentada com a possible candidata per al càrrec de Secretari General de l'OTAN després de George Robertson, però finalment va anar per Jaap d'Hoop Scheffer.
Un article de Dagbladet de novembre de 2005 va escriure sobre la seva "cita controvertida" quan a la tardor de 2005 "va nomenar Karlsvik cap de fellesstaben i Forsvaret. Això va ser abans de les eleccions nacionals —que van suposar la seva marxa com a cap de defensa— amb una forta reacció dels dos sindicats BFO i Norges Offisersforbund. - Les reaccions es van produir perquè la ministra de defensa va deixar de costat al cap de defensa Sverre Diesen, i va sortir fora de les estipulacions d'hovedavtalen i Forsvaret. Dagbladet era conscient que Sverre Diesen tenia un candidat diferent per a aquest lloc en particular".
En l'àmbit local, Krohn Devold va ser membre del consell municipal d'Oslo de 1991 a 1993.